# Никулинская (Ленинградская область)
Никулинская — деревня в Винницком сельском поселении Подпорожского района Ленинградской области.

## История
НИКУЛИНСКАЯ — деревня при озере Озерском, число дворов — 3, число жителей: 7 м. п., 8 ж. п.; Все чудь. (1873 год)

Деревня административно относилась к Винницкой волости 2-го стана Лодейнопольского уезда Олонецкой губернии.

НИКУЛИНСКАЯ (ОЗЕРСКИЙ КОНЕЦ) — деревня Озерского сельского общества при озере Озерском, население крестьянское: домов — 2, семей — 2, мужчин — 15, женщин — 15, всего — 30; лошадей — 2, коров — 8, прочего — 6. (1905 год)

Деревня Никулинская на карте 1932 года

Согласно карте Ленинградской области Северо-западного аэрогеодезического треста ГГУ издания 1932 года деревня называлась Никулинское и насчитывала 3 крестьянских двора.
По данным 1933 года деревня Никулинская входила в состав Озёрского вепсского национального сельсовета Винницкого национального вепсского района.

Деревня Никулинская на карте 1940 года

На топографической карте РККА 1940 года Никулинская обозначена как безымянный населённый пункт на берегу озера Озёрского, входящий в куст деревень Озёра.
В 1971 году деревни Никулинская, Горбачевская и Аникиевская были объединены в один населённый пункт — деревню Никулинская.
По данным 1966, 1973 и 1990 годов деревня Никулинская также входила в состав Озёрского сельсовета.
В 1997 году в деревне Никулинская Озёрской волости проживали 11 человек, в 2002 году — 6 человек (русские — 33 %, вепсы — 67 %).
В 2007 году в деревне Никулинская Винницкого СП проживали 17 человек.

## География
Деревня расположена в южной части района на автодороге 41К-733 (подъезд к деревне Кузьминская).
Расстояние до административного центра поселения — 26 км.
Расстояние до ближайшей железнодорожной станции Подпорожье — 110 км.
Деревня находится на северо-западном берегу Озерского озера, к северу от автодороги 41К-714 (Лукинская — Пелдуши) и к западу от автодороги 41К-713 (Винницы — Казыченская).

## Демография
| 1873 | 1905 | 1997 | 2007 | 2010 | 2017 |
| ---- | ---- | ---- | ---- | ---- | ---- |
| 15   | ↗30  | ↘11  | ↗17  | ↘11  | →11  |

### Национальный состав
Согласно данным Всероссийской переписи населения 2021 года в деревне проживали 9 человек, из них:
 русские — 8, вепсы — 1 человек.

## Улицы
Успенская.